# Association sportive madinet Oran
Cet article concerne le club omnisports. Pour la section basket-ball, voir Association sportive madinet Oran (basket-ball). Pour la section football, voir Association sportive madinet Oran (football).
L’Association sportive madinet Oran (en arabe : الجمعية الرياضية لمدينة وهران), plus couramment abrégé en ASM Oran ou encore en ASMO, est un club omnisports algérien fondé en 1933 et basé à Oran.

## Historique
L’Association Sportive Madinet Oran s'inscrit dans la foulée des grands clubs nationalistes, par opposition aux clubs de Pieds-Noirs, durant la période coloniale. Sa fondation serait due à des divergences politiques entre les dirigeants du doyen des clubs oranais, en l'occurrence l'USM Oran. Certains dirigeants, en effet, sous la houlette de Feu Aboukébir Baghdad, ex-gardien de but, puis dirigeant influent, membre de l'Association des oulémas musulmans algériens,sous l'égide de Cheikh Tayeb El Mhadji et son cousin Cheikh Miloud El Mehadji fondateur de l'association El Falah à Oran et membre de l'Association des oulémas musulmans Algériens aussi, auraient fait scission et donc fondé en 1933 l'ASM Oran.
Restant pendant longtemps circonscrits à Mdina Jdida et Saint Antoine, quartiers oranais ayant très peu subi les effets de l'exode rural, les supporteurs du club sont restés généralement Oranais de souche et plutôt du genre BCBG par rapport au rival direct, le MC Oran, dont la masse de supporteurs sont beaucoup plus nombreux[réf. nécessaire].

### La formation et la prospection - Vocations
L’Association Sportive Madinet Oran est surnommée "El Madrassa" (L'École), tant elle a formé de joueurs talentueux pour le football national. Cet avantage ne l'a pas pourtant empêché d'avoir toujours été victime d'une mauvaise gestion qui en a fait un club-ascenseur entre la Division nationale 1 et la Division inférieure. Il n'en demeure pas moins que l'ASM Oran a joué depuis l'indépendance 33 championnats de Division nationale 1, sur un total de 45 saisons, à ce jour (2007).

## Autres disciplines
L’Association Sportive Madinet Oran est par ailleurs un club pluridisciplinaire. En effet, outre le football, c'est l'un des plus grands formateurs en judo et en boxe. La première médaille olympique algérienne a été, d'ailleurs, obtenue en 1984 en boxe par Mustapha Moussa, sociétaire à cette époque du Club. D'autres médailles nationales et africaines ont été obtenues aussi bien en boxe qu'en judo.
De plus, l'ASM Oran, était traditionnellement un grand du Hand-ball  et surtout du Basket-ball  à l'échelle nationale (champion d'Algérie seniors Basket-ball en 1963, 1964, 1965 et détenteur de la coupe d'Algérie en 1967). Elle a dû abandonner ces disciplines faute de moyens financiers. Depuis 2003, l'équipe de Hand-ball de l'ASM Oran est en reconstruction.

## Sections actuelles
- Football
- Basket-ball
- Boxe
- Cyclisme
- Handball
- Judo
- Volley-ball

## Logos et couleurs

### Anciens logos
Les couleurs Verts et Blancs et le logo avec le Croissant et l'étoile ont été inspirées de l'Islam.

Ancien logo du club
Ancien logo du club
Ancien logo du club
Logo actuel du club

### Noms de l'équipe
| Association Sportive Musulmane d'Oran |
| ------------------------------------- |

| Association Sportive des Chimistes d'Oran |
| ----------------------------------------- |

| Association d'Oran |
| ------------------ |

| Association Sportive Madinet Oran |
| --------------------------------- |

## Palmarès

### Section football
- Championnat d'Algérie de football
  - Vice-champion (1) : 1991
- Coupe d'Algérie de football
  - Finaliste (2) : 1981, 1983

### Section basket-ball
- Championnat d'Algérie de basket-ball
  - Vainqueur (3) : 1963, 1964, 1965
- Coupe d'Algérie de basket-ball

Vainqueur (1) : 1967

## Présidents successifs
- 1er président : Kacem Hamida (1962-1964).
- 1995-2005 : Belabbes Bengraa Belkacem
- Tayeb Mehiaoui
- Mohamed El Morro

### Siège
Le Siège de l'Association Sportive Madinet Oran se trouve au 28 Boulevard Dr Benzerdjeb Mdina Jdida, Oran.

## Culture populaire
L'Association Sportive Madinet Oran est considéré comme le club des véritables habitants de la Wilaya d'Oran, contrairement aux autres clubs de la ville.